# Psycho-Head Blowout
Psycho-Head Blowout — третий мини-альбом американской рок-группы White Zombie.

## Тур
Psycho-Head Blowout был первым альбомом White Zombie, получившим обзоры известных критиков вроде Allmusic. Тем не менее, больше внимания было уделено проходящим выступлениям в поддержку альбома, чем самому альбому. Еженедельник «The Village Voice» писал, что недавно вышедший мини-альбом замечателен, но гораздо круче будет на концертах. Между тем, Шона Айслот писала, что White Zombie не вписывалась в окружение остальных групп и что в лучшем случае они просто позабавили публику.

## Выпуск и рецензии
Виниловая пластинка с мини-альбомом была выпущена на собственном лейбле группы Silent Explosion с ограниченным тиражом в 1000 копий.
Брэдли Торреано из Allmusic даёт альбому три звезды из пяти, говоря, что «поклонники нойз-рока будут делать сами себе одолжение каждый раз, слушая этот альбом». Курт Кобейн говорил, что Psycho-Head Blowout является одним из наиболее любимых альбомов музыканта, описывая стиль игры Тома Гуэя как нечто, граничащее с хаосом.

## Список композиций
Все тексты написаны Робом Зомби, вся музыка написана White Zombie.
| №  | Название       | Длительность |
| -- | -------------- | ------------ |
| 1. | «Eighty Eight» | 3:45         |
| 2. | «Fast Jungle»  | 4:24         |
| 3. | «Gun Crazy»    | 4:29         |

| №  | Название     | Длительность |
| -- | ------------ | ------------ |
| 1. | «Kick»       | 4:08         |
| 2. | «Memphis»    | 3:37         |
| 3. | «Magdalene»  | 4:12         |
| 4. | «True Crime» | 4:50         |

## Участники записи
| - Айван де Пюрм – ударные - Том Гуэй – гитара - Роб Зомби – вокал, арт-директор - Шона Айслот – бас-гитара | - Марк Крамер – звукорежиссёр - Майкл Лавайн – обложка |